# Félicité de Rome
Pour les articles homonymes, voir Sainte Félicité.

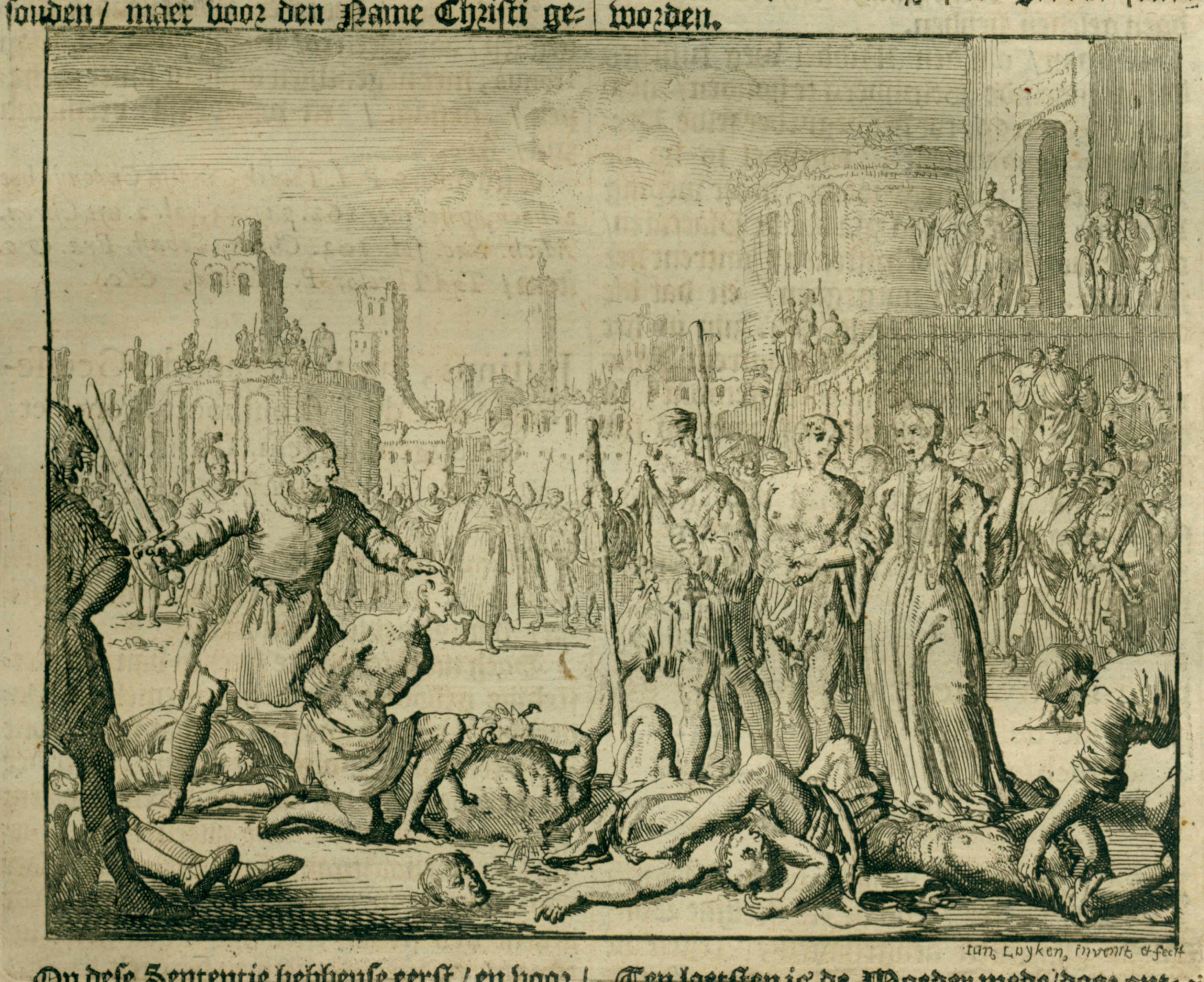
Décapitation de Félicité et de ses fils. Gravure de Jan Luyken, XVIIe siècle.

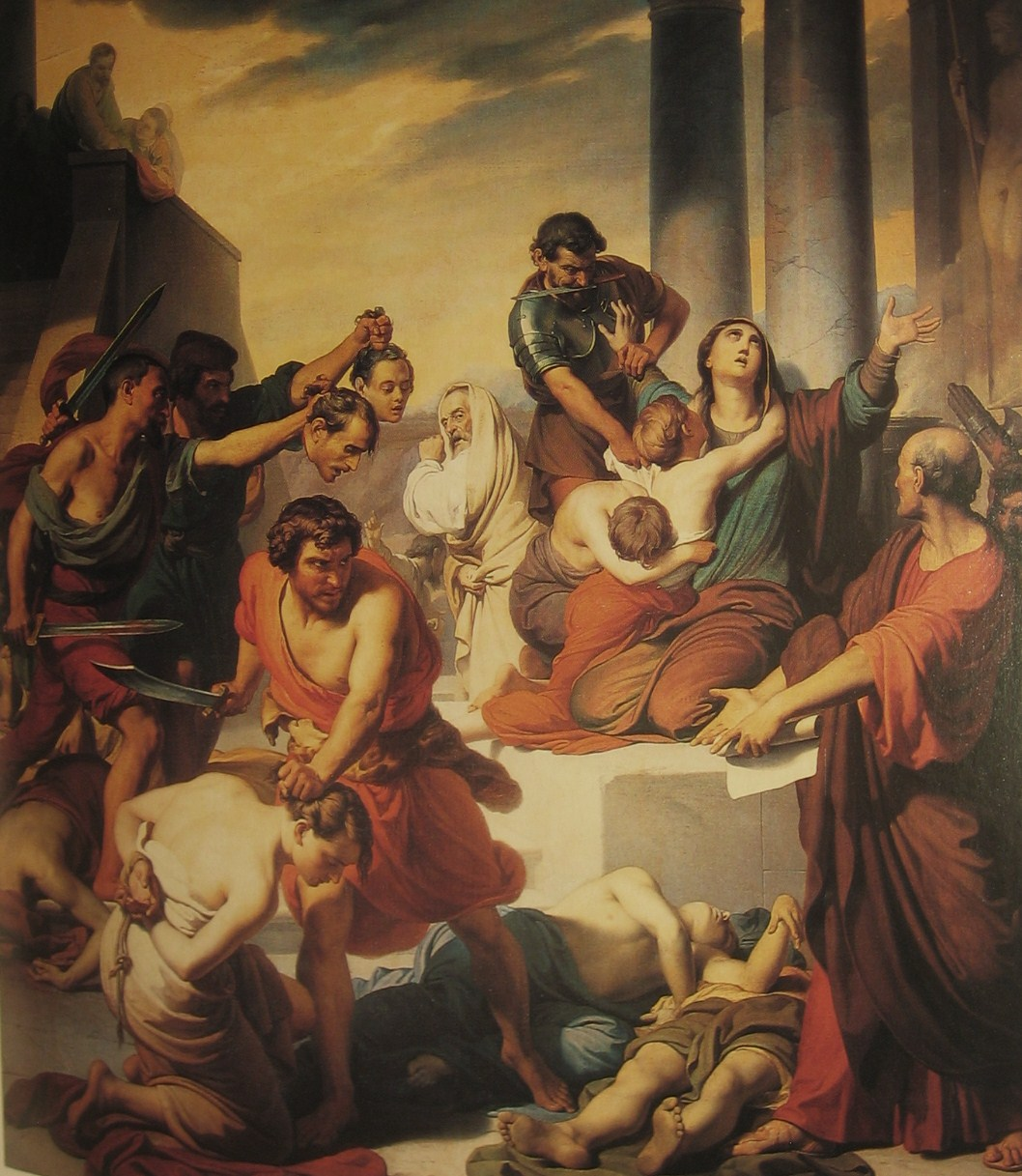
Francesco Coghetti, Martyre de sainte Félicité et de ses sept enfants, église paroissiale de Ranica, Bergame.

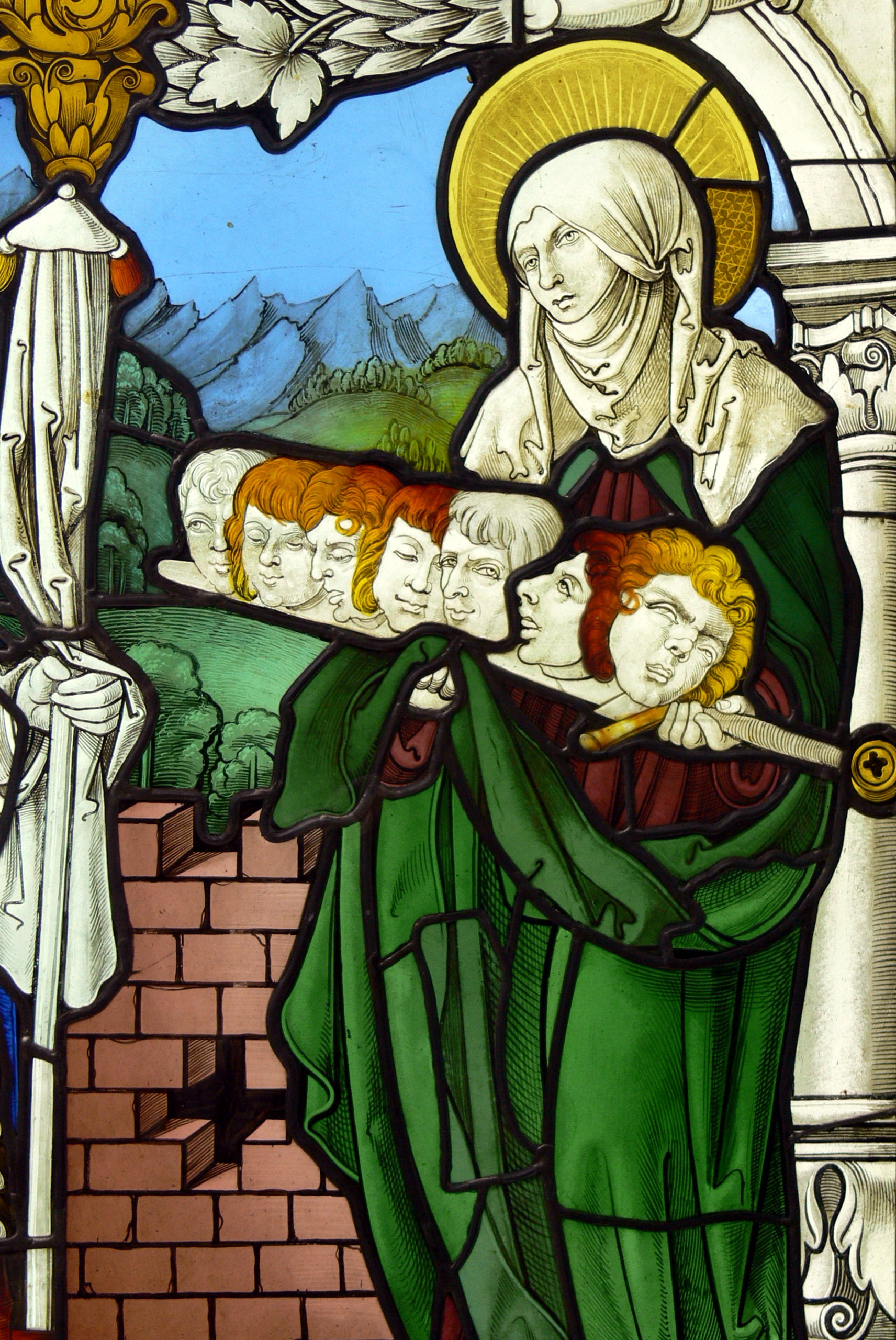
Vitrail de sainte Félicité avec la tête de ses sept fils (1517), Musée national germanique, Nuremberg, Allemagne.

Sainte Félicité de Rome est une veuve romaine, martyre avec ses sept fils au début du règne de Marc Aurèle, vers 165. Sa fête est célébrée le 23 novembre, en Occident et le 25 janvier en Orient. La fête avec ses sept fils est célébrée, quant à elle, le 10 juillet en Occident. La tradition a conservé les noms de ses enfants : Janvier, Félix, Philippe, Sylvain, Alexandre, Vital et Martial. Dans la célébration liturgique, Félicité est une sainte dite de « quatrième catégorie » (culte restreint à certaines Églises locales, dont notamment l'Église de Rome, de manière perpétuelle, ce qui confère à son culte un prestige durable. Félicité a été ensevelie dans une catacombe de la Via Salaria. Peu de temps après, des basiliques antiques furent érigées en son honneur.

## Tradition
Après le récit biblique du martyre d'une mère juive et de ses sept garçons, fidèles à la foi juive jusqu'à la mort, qu'ils subirent sur l'ordre d'Antiochos Épiphane, à Antioche, au IIe siècle av. J.-C., martyre collectif cité dans le Second livre des Maccabées (ch. 7, vv. 1-41), le martyrologe romain relate un cas similaire, cette fois au IIe siècle de notre ère. Le Chronographe de 354 mentionne Félicité comme la mère des sept frères martyrs.
Le règne de Marc-Aurèle verra également couler le sang de Justin, à la même époque, sans doute en 165.
Selon l'historien Léon Homo (spécialiste de l'Empire romain et le défenseur rigoureux de la multiplicité des auteurs de l'Histoire Auguste), « Félicité, femme de haute naissance, restée veuve avec ses sept fils, pratiquait avec ferveur la religion nouvelle [la foi chrétienne]. En 162, les pontifes [de la religion païenne romaine] la dénoncent ; l'empereur ordonne au préfet de la Ville, un certain Publius de la faire comparaître et d'exiger d'elle, ainsi que de ses fils, le sacrifice aux dieux. Félicité se présente au tribunal du préfet; promesses et menaces ne peuvent avoir raison de sa fermeté. Le lendemain, le préfet va siéger au Forum d'Auguste. Il se fait amener de nouveau Félicité, mais cette fois accompagnée de ses sept fils. Même refus de sacrifier. Le préfet se retourne alors vers les fils - Janvier, Félix, Philippe, Sylvain, Alexandre, Vital et Martial - et leur adresse successivement une sommation identique. Tous, comme leur mère, répondent par un refus formel. Le préfet les congédie et rend compte à l'empereur. Celui-ci les renvoie devant divers tribunaux, qui les condamnent tous à mort. Le premier expire, frappé de coups d'un fouet garni de plomb ; le second et le troisième sont bastonnés à mort ; le quatrième est précipité ; les trois derniers ainsi que la mère sont décapités. Ils sont inhumés dans des lieux différents : Félix et Philippe, dans la catacombe de Priscille, sur la Voie Nomentana ; Alexandre, Vital et Martial, dans le cimetière Maximus, qui prendra plus tard le nom de Félicité, sur la même voie ; Janvier, enfin, dans le cimetière de Prétextat, sur la Voie Appienne. La crypte qui contenait le corps de ce dernier, déposé dans un sarcophage de marbre, a été découverte en 1863, ainsi qu'une inscription en l'honneur du martyr, apposée, à la fin du IVe siècle, par les soins du pape Damase. »

## Reliques
Des reliques de Félicité se trouvent à Rome dans l'église San Marcello al Corso, à l'abbaye de Werden où elles ont été apportées par Ludger de Münster avant l'an 800, depuis le IXe siècle à Vreden, dans le district de Münster, un bras reliquaire à Münster même, et aussi à Beaulieu-sur-Dordogne.

## Attributs
Félicité est, dans l'Église catholique, la protectrice des femmes et des mères ainsi que de leur fertilité. Ses attributs iconographiques sont l'épée, la palme de martyre, et elle est souvent représentée entourée de ses fils ou portant leurs têtes dans ses bras.

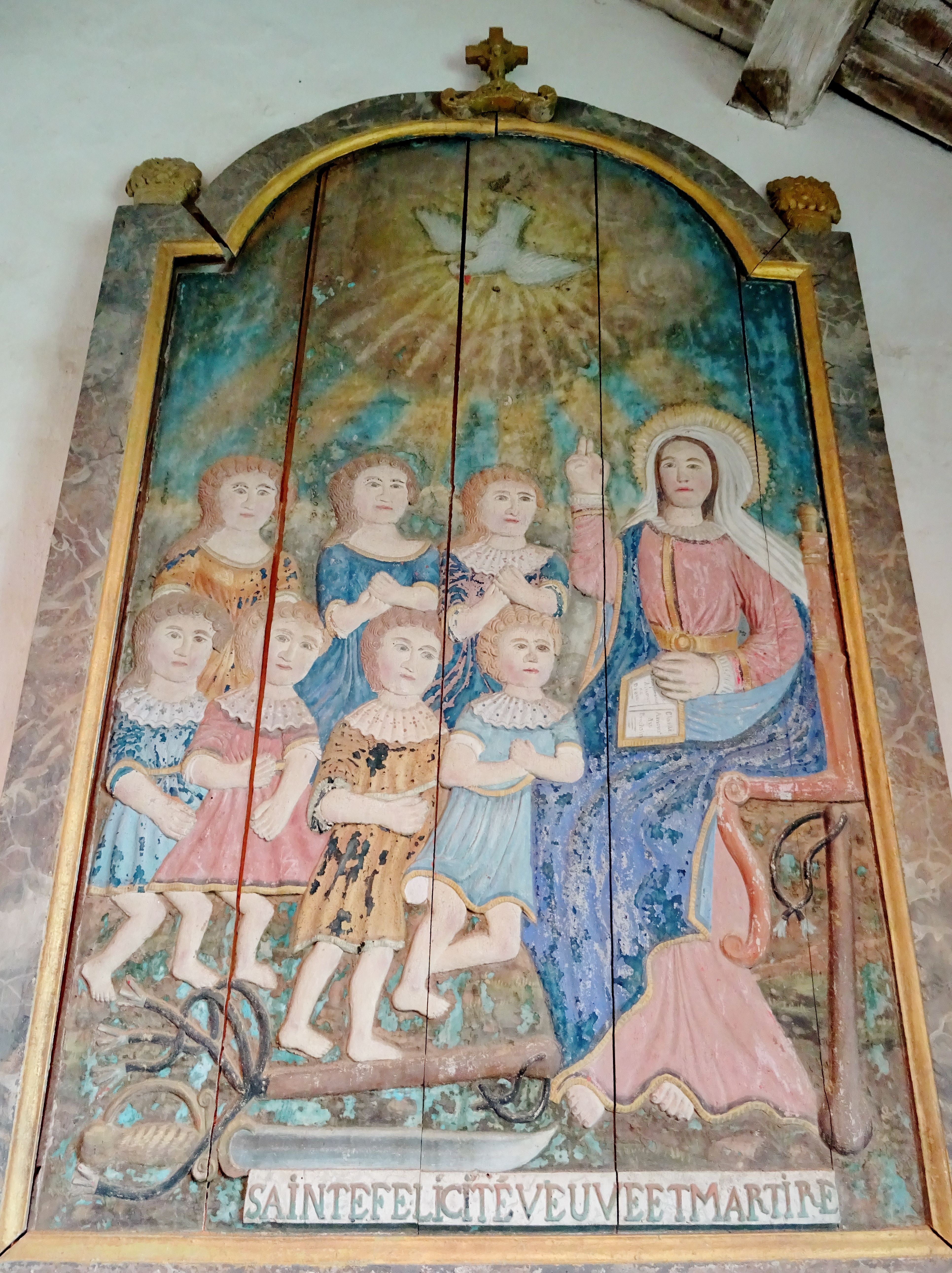
Chapelle Notre-Dame de Locmaria-an-Hent : panneau peint de sainte Félicité faisant l'éducation religieuse aux Sept saints fondateurs de la Bretagne.

## Églises
- Église Sainte-Félicité de Sournia
- Église Sainte-Félicité de Montagny-Sainte-Félicité, en Picardie. Elle est classée monument historique depuis 1862[5]. Le maître-autel dédié à sainte Félicité est surmonté d'un retable en pierre sculptée, peinte et dorée. Il a été restauré à la fin du XXe siècle.
- En Allemagne, à Augsburg, Bobingen, Dinkelscherben, Jengen, Lüdinghausen, Nürnberg, Untertrubach, Vreden, Wertingen
- En Italie, à Affile, à Florence ( Église Santa Felicita), à Rome, etc.

## Sources
- Benjamen Aubé, « Sur la date du martyre de sainte Félicité et de ses sept fils », Comptes rendus des séances de l'Académie des Inscriptions et Belles-Lettres, vol. 19, no 2,‎ 1875, p. 125-138 (DOI 10.3406/crai.1875.68219, lire en ligne).
- (de) Joachim Schäfer, « Felicitas und ihre Söhne », Ökumenisches Heiligenlexikon, 28 octobre 2014 (consulté le 14 mars 2015).
- (de) Georgios Fatouros, « Thierry Ruinart », dans Biographisch-Bibliographisches Kirchenlexikon (BBKL), vol. 8, Herzberg, 1994 (ISBN 3-88309-053-0, lire en ligne), colonnes 981-984